# 安曇野道路
安曇野道路（あづみのどうろ）は長野県安曇野市で事業化された、延長約4 km（キロメートル）の地域高規格道路の新設区間である。
新潟県糸魚川市と長野県松本市とを結ぶ松本糸魚川連絡道路の一部を形成する。。

## 概要

### 路線データ
- 路線 : 長野県道51号大町明科線
- 起点 : 長野県安曇野市豊科光
- 終点 : 長野県安曇野市穂高北穂高
- 延長 : 4.0 km
- 幅員
  - 総幅員 : 9.5 m
  - 車線幅 : 3.25 m
- 設計速度 : 60 km/h
- 車線数 : 2車線

## 歴史
- 1994年（平成6年）12月16日 : 「候補路線指定」（旧・波田町 - 糸魚川市 約100 km）
- 1998年（平成10年）6月16日 : 「計画路線指定」（旧・波田町 - 糸魚川市 約100 km）
- 1999年（平成11年）12月17日 : 「調査区間指定」（安曇野市 - 大町市 約15 km）
- 2022年（令和4年）3月29日 : 「整備区間指定」（安曇野市約4 km）
- 2022年（令和4年）4月 : 事業化

## 路線状況

### 構造物等
- 安曇野北インターチェンジ
  - （※長野自動車道安曇野市豊科光）

- 橋梁
  - （※1級河川 犀川・穂高川・高瀬川 付近）

## 地理

### 通過する自治体
- 長野県
  - 安曇野市